# Ebergötzen
Ebergötzen (niederdeutsch Ewerchötzschen) ist eine Gemeinde und der Verwaltungssitz der Samtgemeinde Radolfshausen im Landkreis Göttingen in Südniedersachsen (Deutschland).
Bekannt ist der Ort vor allem durch den Zeichner und Dichter Wilhelm Busch, der hier von 1841 bis 1846 den größten Teil seiner Schulzeit verbracht hat. Die Bachmannsche Mühle, die in der Lausbubengeschichte Max und Moritz von Wilhelm Busch eine zentrale Rolle spielt, gehörte dem Vater seines Freundes Erich Bachmann.
Seit 2004 befindet sich das Europäische Brotmuseum in Ebergötzen.

## Geographische Lage
Ebergötzen liegt etwa 15 km östlich von Göttingen an der B 27 über Gieboldehausen nach Herzberg. Zu Ebergötzen, durch das ein Abschnitt der Aue (westlicher Zufluss der Suhle) fließt, gehört das etwa 5 km entfernt liegende Holzerode. In einem felsigen Bachtal dort hat Wilhelm Busch 1845 Forellen mit den Händen gefangen.

## Geschichte
Die erste schriftliche Erwähnung des Ortes findet sich in einer gefälschten Urkunde Heinrichs II. aus dem Jahr 1013 bzw. 1022 als Euergoteshem. Während der Ortsname in den ältesten Urkunden auf „-heim“ endet, wechselt die Endung später auf „-hausen“, oft verkürzt zu „-sen“. Auf Karten des 18. Jahrhunderts ist gegenüber dem Siedlungsschwerpunkt entlang der Herzberger Straße bereits ein zweiter Siedlungsbereich südlich der Aue zu erkennen; das Amt Radolfshausen mit der ehemaligen Burg Radolfshausen war durch Grünflächen vom östlich gelegenen Ort getrennt. Spätere Ortserweiterungen wurden insbesondere im 20. Jahrhundert vorgenommen, vor allem im Westen des Amtshofes, zwischen dem Amt und dem Dorf sowie nordöstlich des Ortskerns am Papenberg, aber auch am Rand des Siedlungsbereichs südlich der Aue.

## Eingemeindungen
Am 1. Januar 1973 wurde die Nachbargemeinde Holzerode eingegliedert.

## Politik
Die letzten Gemeinderatswahlen führten zu folgenden Ergebnissen:
| Parteien und Wählergemeinschaften   | Parteien und Wählergemeinschaften           | % 2021 | Sitze 2021 | % 2016 | Sitze 2016 | % 2011 | Sitze 2011 | % 2006 | Sitze 2006 | % 2001 | Sitze 2001 | Gemeinderatswahl 2021 %706050403020100 55,63 % (−13,61 %p)13,02 % (−5,50 %p)20,57 % (n. k. %p)8,74 % (+1,18 %p)2,03 % (n. k. %p) SPDCDUFWcGrüneFDP20162021Anmerkungen:c FWEH: Freie Wähler Ebergötzen / Holzerode |
| SPD                                 | Sozialdemokratische Partei Deutschlands     | 55,63  | 6          | 69,24  | 8          | 67,71  | 8          | 66,84  | 7          | 69,32  | 8          | Gemeinderatswahl 2021 %706050403020100 55,63 % (−13,61 %p)13,02 % (−5,50 %p)20,57 % (n. k. %p)8,74 % (+1,18 %p)2,03 % (n. k. %p) SPDCDUFWcGrüneFDP20162021Anmerkungen:c FWEH: Freie Wähler Ebergötzen / Holzerode |
| CDU                                 | Christlich Demokratische Union Deutschlands | 13,02  | 2          | 18,52  | 2          | 21,51  | 2          | 23,46  | 3          | 26,07  | 3          | Gemeinderatswahl 2021 %706050403020100 55,63 % (−13,61 %p)13,02 % (−5,50 %p)20,57 % (n. k. %p)8,74 % (+1,18 %p)2,03 % (n. k. %p) SPDCDUFWcGrüneFDP20162021Anmerkungen:c FWEH: Freie Wähler Ebergötzen / Holzerode |
| GRÜNE                               | Bündnis 90/Die Grünen                       | 8,74   | 1          | –      | –          | 7,56   | 1          | —      | —          | —      | —          | Gemeinderatswahl 2021 %706050403020100 55,63 % (−13,61 %p)13,02 % (−5,50 %p)20,57 % (n. k. %p)8,74 % (+1,18 %p)2,03 % (n. k. %p) SPDCDUFWcGrüneFDP20162021Anmerkungen:c FWEH: Freie Wähler Ebergötzen / Holzerode |
| FDP                                 | Freie Demokratische Partei                  | 2,03   | –          | –      | –          | 3,22   | 0          | 9,70   | 1          | 4,62   | 0          | Gemeinderatswahl 2021 %706050403020100 55,63 % (−13,61 %p)13,02 % (−5,50 %p)20,57 % (n. k. %p)8,74 % (+1,18 %p)2,03 % (n. k. %p) SPDCDUFWcGrüneFDP20162021Anmerkungen:c FWEH: Freie Wähler Ebergötzen / Holzerode |
| Wählergemeinschaften Einzelbewerber | Wählergemeinschaften Einzelbewerber         | 20,57  | 2          | 12,25  | 1          | –      | –          | –      | –          | –      | –          | Gemeinderatswahl 2021 %706050403020100 55,63 % (−13,61 %p)13,02 % (−5,50 %p)20,57 % (n. k. %p)8,74 % (+1,18 %p)2,03 % (n. k. %p) SPDCDUFWcGrüneFDP20162021Anmerkungen:c FWEH: Freie Wähler Ebergötzen / Holzerode |
| gesamt                              | gesamt                                      | 100,0  | 11         | 100,0  | 11         | 100,0  | 11         | 100,0  | 11         | 100,0  | 11         | Gemeinderatswahl 2021 %706050403020100 55,63 % (−13,61 %p)13,02 % (−5,50 %p)20,57 % (n. k. %p)8,74 % (+1,18 %p)2,03 % (n. k. %p) SPDCDUFWcGrüneFDP20162021Anmerkungen:c FWEH: Freie Wähler Ebergötzen / Holzerode |
| Wahlbeteiligung in %                | Wahlbeteiligung in %                        | 67,4   | 67,4       | 66,01  | 66,01      | 66,01  | 66,01      | 66,51  | 66,51      |        |            | Gemeinderatswahl 2021 %706050403020100 55,63 % (−13,61 %p)13,02 % (−5,50 %p)20,57 % (n. k. %p)8,74 % (+1,18 %p)2,03 % (n. k. %p) SPDCDUFWcGrüneFDP20162021Anmerkungen:c FWEH: Freie Wähler Ebergötzen / Holzerode |

## Wappen, Flagge und Siegel

Wappen
Hissflagge
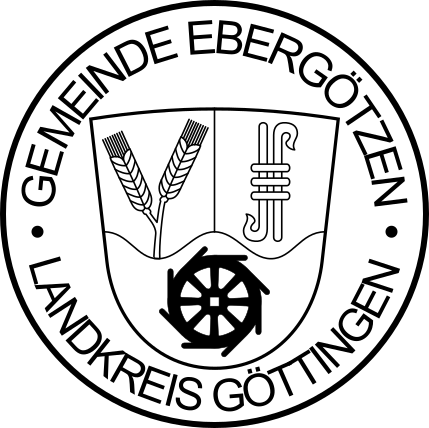
Siegel

Blasonierung: „Das Wappen der Gemeinde Ebergötzen zeigt in halbgespaltenem und wellengeteiltem Schilde vorn in Grün zwei aus der Teilungslinie hervorkommende, auf einem Halm fächerförmig stehende goldene (gelbe) Ähren; hinten in Rot einen goldenen (gelben) einseitig aufgebogenen Maueranker, unten in Gold (Gelb) ein achtspeichiges schwarzes Mühlenrad (Wassermühlrad).“
Wappenbegründung: Die Ähren stehen für Landwirtschaft, der Maueranker ist das Symbol der Herren von Plesse, das Wassermühlrad symbolisiert die Wilhelm-Busch-Mühle. Der Wellenschnitt steht für den Bach Aue, der durch die Gemeinde fließt. Die Farben Rot und Gold sind die der Herren von Plesse; sie wurden durch Grün (als Zeichen für die Natur und Landwirtschaft) ergänzt.
Beschreibung der Flagge: „Die Flagge ist gelb-grün quergestreift mit dem aufgelegten Wappen in der Mitte.“
Beschreibung des Siegels: „Das Dienstsiegel der Gemeinde enthält das Wappen und die Umschrift „Gemeinde Ebergötzen, Landkreis Göttingen“.“

## Kultur und Sehenswürdigkeiten
- Aussichtsturm auf dem Hünstollen (nahe dem Ortsteil Holzerode)
- Mit den Figuren Max und Moritz als Symbol ist Ebergötzen Teil der Deutschen Märchenstraße.
- Jüdischer Friedhof (Ebergötzen)

### Ehemaliger Amtshof Radolfshausen

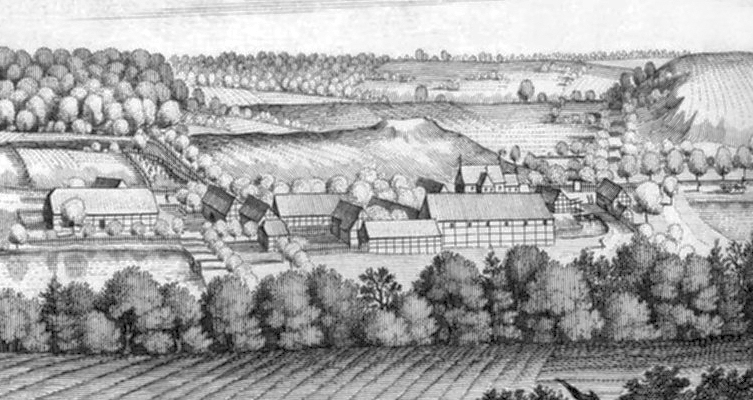
Amtshof Radolfshausen auf einem Merian-Stich um 1654

Westlich von Ebergötzen bestand der Ort Radolfshausen, der wahrscheinlich um die Wende vom 14. zum 15. Jahrhundert zur Wüstung wurde. Ende des 14. Jahrhunderts wird in einer Urkunde ein Vorwerk Radolfshausen erwähnt, das seit 1437 im Besitz der Herren von Plesse war. Diese bauten das Vorwerk 1508 zur Burg Radolfshausen aus, deren Hauptgebäude im Dreißigjährigen Krieg zerstört wurde. Als Verwaltungssitz des Amtes Radolfshausen, das bis 1859 bestand, diente ein Amtshaus, das im 18. Jahrhundert errichtet und mehrfach umgestaltet wurde; das ehemalige Amt diente später als Forstamt. Zahlreiche ehemalige Nebengebäude wie das Gefängnis, die Brauerei und größere landwirtschaftliche Gebäude wurden nach Aufhebung des Amtes abgerissen. Erhalten ist ein massiver wehrhafter Wohnturm aus der Zeit um 1500 mit rechteckigem Grundriss und einem Anbau des 17. Jahrhunderts. Der im Kern hochmittelalterliche Wohnturm ist aus Bruchsteinmauerwerk errichtet, hat drei überwölbte Geschosse und schließt mit einem Satteldach ab, bei dem Anbau ist nur das untere Geschoss massiv ausgeführt, die beiden oberen Geschosse in Fachwerkbauweise mit Vorkragung.
Das Gelände des ehemaligen Amtes Radolfshausen beherbergt heute das Europäische Brotmuseum.

### Wilhelm-Busch-Mühle

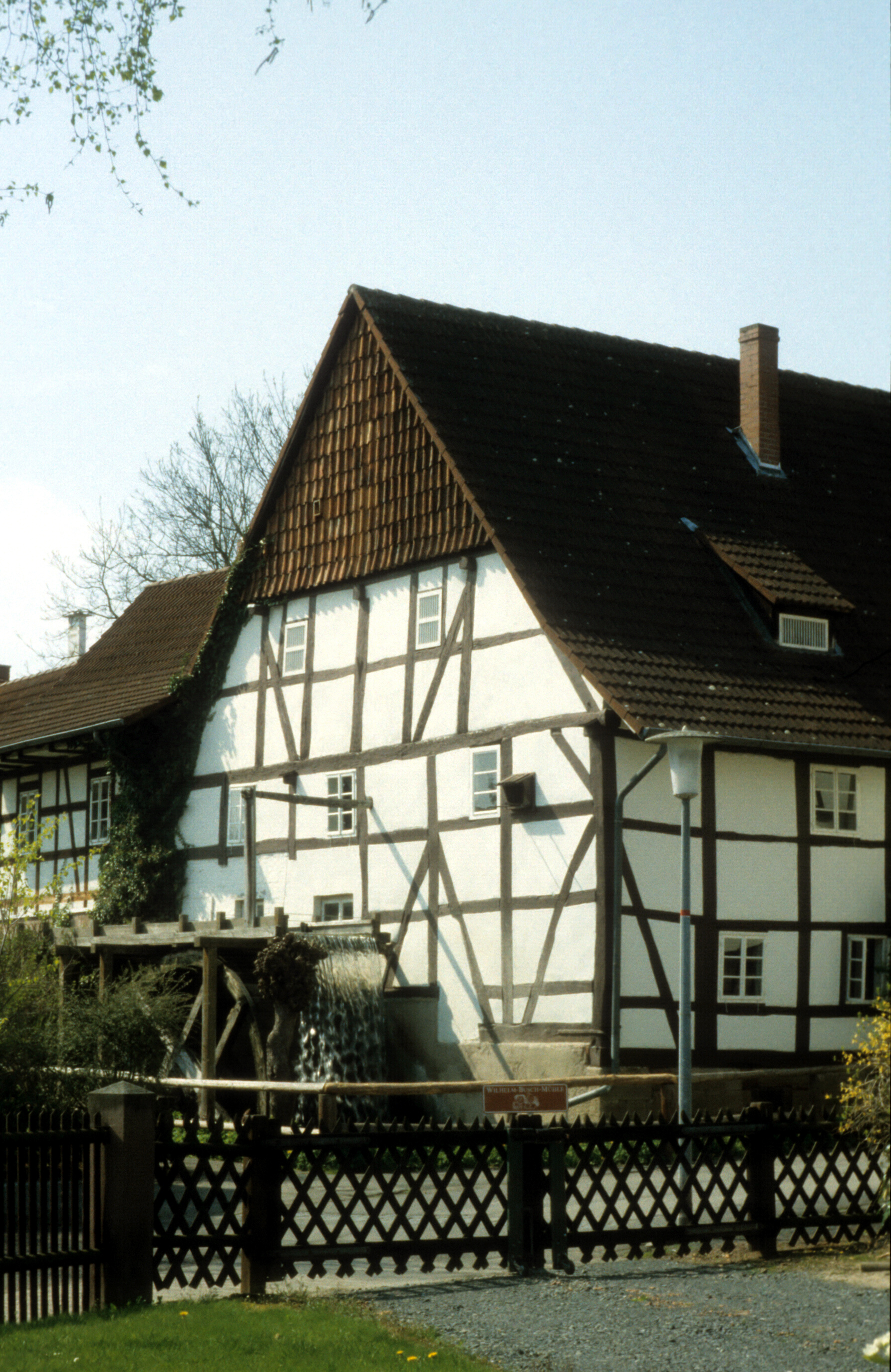
Wilhelm-Busch-Mühle

Die Wilhelm-Busch-Mühle ist eine museal eingerichtete Wassermühle mit oberschlächtigem Wasserrad. Neben der Mittelmühle und der Obermühle ist dieses denkmalgeschützte Bauwerk als Niedermühle bzw. Herrenmühle die dritte Mühle in Ebergötzen. Das zweigeschossige Fachwerkgebäude mit Satteldach wurde vermutlich im 18. Jahrhundert errichtet und Ende des 20. Jahrhunderts wiederhergestellt. Der Zeichner Wilhelm Busch verbrachte in der Mühle große Teile seiner Jugend, nachdem er im Alter von neun Jahren nach Ebergötzen gezogen war und mit Erich Bachmann (1832–1907), dem gleichaltrigen Sohn des Müllers, eine Freundschaft schloss, die lebenslang Bestand hatte. Die Mühle wurde 1977 als touristisch anziehende Gedenkstätte für Wilhelm Busch eingerichtet und einschließlich der Mahltechnik instand gesetzt.

### Kirche St. Cosmas und Damian
Die evangelisch-lutherische Kirche St. Cosmas und Damian auf einem kleinen Ausläufer des Hanges an der Herzberger Straße hat für den von Süden kommenden Betrachter eine exponierte Lage. Die kleine verputzte Saalkirche mit Eckquadern, Fenster- und Türeinfassungen aus rotem Sandstein wurde 1772 errichtet. Über der Westfront mit dem Haupteingang ist der breite, mit Ziegeln behängte Turm angeordnet. Der Kirchhof ist von einer niedrigen Sandsteinmauer umgeben. Das Innere der Kirche ist von einer barocken Ausstattung geprägt.